# Двадесет минута љубави
Двадесет минута љубави (енгл. Twenty Minutes of Love) америчка филмска комедија, неми филм из 1914. године који је снимио студио Кеистоун. О филму се нашироко извештава као о редитељском дебију Чарлија Чаплина; неки извори именују Џозефа Мадерна као режисера, али генерално приписују Чаплину креативну снагу.

## Критика
Рецензент за  Bioscope је написао: „Овде Чаплин игра улогу непожељног, али упорног удварача. Комичном елементу се даје посебна важност и прилично је сигурна у рукама овог познатог комичара.“
Рецензент из Kinematograph Weekly је написао: „Уведено је доста комичног елемента и особа која се не смеје чудним лудоријама Чаплина, па, мора да јој је тешко угодити."

## Улоге
- Чарли Чаплин - џепаропш
- Минта Дафри - жена
- Едгар Кенеди - љубавник
- Гордон Грифит - дечак
- Честер Конклин - џепарош
- Јозеф Свикард - жртва
- Хенк Мен - спавач[4]
- Ева Нелсон